# Ільїнське (Слободський район)
Ільї́нське (рос. Ильинское) — село у складі Слободського району Кіровської області, Росія. Адміністративний центр Ільїнського сільського поселення.
Населення становить 1168 осіб (2010, 1285 у 2002).
Національний склад станом на 2002 рік — росіяни 96 %.